# Provincia Oriental (República Democrática del Congo)
La provincia Oriental (en francés: Province Orientale, anteriormente Stanleyville, Haut-Zaïre y Haut-Congo) fue una de las diez provincias de la República Democrática del Congo y sus predecesores el Estado Libre del Congo y el Congo Belga. Pasó por una serie de cambios de límites entre 1898 y 2015, cuando se dividió en unidades más pequeñas.
La provincia se encontraba en el noreste del país. Fue creada en 1898 con el nombre de distrito de Stanleyville y alcanzó el estatus de provincia en 1913. Originalmente limitaba con Équateur al oeste, Congo-Kasai al suroeste y Katanga al sur. Tras la secesión de Costermansville en 1933, pasó a limitar con las provincias de Équateur al oeste, Kasai Oriental hacia el suroeste, Maniema, al sur, y el norte de Kivu del Norte, al sureste. También limitaba con la República Centroafricana y Sudán del Sur al norte, y Uganda al este. La capital provincial era Kisangani.
La provincia se dividía en los distritos de Bas-Uélé, Haut-Uélé y Tshopo y la Administración Provisional de Ituri. Estos se convirtieron en provincias en 2015 bajo la constitución de 2006.

## Historia
El 15 de julio de 1898 el distrito de Stanley Falls se convirtió en el distrito de Stanleyville, con Stanleyville como su sede. En ese momento le fue separado el distrito de Lualaba al sur. En 1910 se creó el nuevo vice-gobierno general de Katanga en el sur, con partes del distrito de Lualaba y partes de Stanleyville.
La provincia Oriental se formó en 1913 en el Congo Belga a partir del distrito de Stanleyville, ampliada para incluir a Bas-Uélé, Haut-Uélé y Aruwimi. La nueva provincia contenía los distritos de Bas-Uélé, Haut-Uélé, Ituri, Stanleyville, Aruwimi, Maniema, Lowa y Kivu. Se dividió en 1933 en las provincias de Costermansville (más tarde Kivu) y de Stanleyville. La provincia de Stanleyville fue renombrada a Oriental de 1947 a 1963, cuando se dividió en las provincias de Kibali-Ituri, Uélé y Haut-Congo. La provincia oriental fue reconstituida en 1966 a partir de la amalgama de las provincias de Uélé, Kibali-Ituri y Haut-Congo. En 2015 se disolvió en las provincias de Bas-Uélé, Haut-Uélé, Ituri y Tshopo.
En 1998 las aldeas orientales de Durba y Watsa fueron el centro de un brote de enfermedad por el virus de Marburgo entre los trabajadores de las minas de oro.
El distrito de Ituri fue el escenario del conflicto de Ituri.
A partir de 2014, los grupos de milicias continúan luchando en la provincia y, según los informes, han cometido muchas atrocidades contra la población local, como obligar a las mujeres a la esclavitud sexual y obligar a los hombres a trabajar en las minas.